# Christian Friedrich Elvers
Christian Friedrich Elvers (* 16. Juli 1797 in Flensburg; † 2. Oktober 1858 in Kassel) war ein deutscher Rechtswissenschaftler und Hochschullehrer.

## Leben
Christian Friedrich Elvers war ein Sohn des Flensburger Kaufmanns, Hafen- und Brückenmeisters Johann Friedrich Elvers († 1842) und dessen Frau Karoline Katharina, geb. Klautopf († 1838). Er besuchte das Gymnasium in Husum und ging von 1815 bis 1818 zum Studium der Rechtswissenschaft an die Universität Göttingen, wo besonders der Kirchen- und Staatsrecht lehrende Karl Friedrich Eichhorn für ihn prägend war. Nach der Promotion 1818 und der 1819 erfolgten Habilitation war er Privatdozent und von 1823 bis 1828 außerordentlicher Professor an der Universität Göttingen und stimmführendes Mitglied der Spruchkammer Göttingen.
1828 wurde er zum ordentlichen Professor für Römisches Recht an der Universität Rostock und zum Mitglied des Spruchkollegs berufen, seine Forschungsgebiete waren romanistische, germanistische und kirchenrechtliche Studien. In der akademischen Selbstverwaltung war er 1832/1833 und 1837/1838 Dekan der Juristischen Fakultät und 1834/1835 Rektor der Universität.
Elvers wurde 1841 als Oberappellationsgerichtsrat in den Zivilsenat des Oberappellationsgerichts Kassel berufen. Daneben war er Mitglied der juristischen Staatsprüfungskommission. Ab 1842 war er Vorstandsmitglied des Evangelischen Vereins von Freunden Israels in Kurhessen und 1845 Gründungs- und Vorstandsmitglied des Hessen-Kassel'schen Hauptvereins der Gustav-Adolf-Stiftung. Er war Vorsitzender des kurhessischen Missionsvereins und Mitglied im Verein für hessische Geschichte. Elvers war Herausgeber mehrerer juristischer Zeitschriften. So gründete er 1827 mit Themis eine (weitere) rechtswissenschaftliche Zeitschrift für die Praxis, die sich reformfreudig zeigte und sich deutlich gegen die Verpflichtung der Historischen Rechtsschule gegenüber den antiken iustinianischen Rechtsquellen positionierte.
Christian Friedrich Elvers war in erster Ehe seit 1820 verheiratet mit Catharina Jakobine, geb. Nickels (* 1795) und in zweiter Ehe ab 1853 mit Mathilde, geb. Feyerabend (1833–1911). Der ersten Ehe entstammten drei Söhne und eine Tochter, der zweiten Ehe zwei Söhne und eine Tochter. Sein ältester Sohn Johann Friedrich Rudolph Elvers (1825–1891) wurde Landrat in Wernigerode und war Träger des Roten Adlerordens (Verleihung 1890).

## Schriften (Auswahl)
- Theses. [Qvas … In Academia Georgia Avgvsta … Rite Obtinendis Die XXVIII. Nov. A. MDCCCXVIII. Publice Defendet Christianus Fridericus Elvers Flenopolitano-Sleswicensis] Dissertation, Roewer, Göttingen 1818.
- Welchen Standpunkt hat gegenwärtig die Deutsche Burschenschaft zum Deutschen Volke einzunehemen? Einige treugemeinte Worte an die gesammte Deutsche Burschenschaft. Göttingen 1818.
- Das Wesen und die Freiheit der Christlichen Kirche in besonderer Beziehung auf Deutschland dargestellt. Rostock 1832
- Praktische Arbeiten: zur Förderung wissenschaftlicher Ausbildung des gemeinen Rechts. Rostock 1836
- Das Recht des Wasserlaufes nach seinen leitenden Principien und in seinen einzelnen Bestimmungen aus den Quellen des römischen Rechts dargest. Nebst einem Anhang über Romagnosi's Schriften vom Wasserrechte. Vandenhoeck & Ruprecht, Göttingen 1841, Sonderdruck aus Themis, Zeitschrift für Doctrinen und Praxis des Römischen Rechts. (ZDB-ID 251988-4)
- Die deutsche Eisenbahnsache in besonderer Beziehung auf Kurhessen. Kassel 1844
- Vorläufige Gedanken über Deutschlands künftige National-Vertretung. Kassel 1848

Herausgeber
- Themis, Zeitschrift für Doctrin und Praxis des römischen Rechts. Vandenhoeck & Ruprecht, Göttingen 1827–1841 (ISSN 1866-1548)
- Allgemeine juristische Zeitung. Vandenhoeck & Ruprecht, Göttingen 1828–1829
- Blätter der chinesischen Stiftung Kassel.
- Archiv für praktische Rechtswissenschaft auf dem Gebiet des Civilrechts, des Civilprocesses und Criminalrechts. 1854–1858 (Mitherausgeber) (ZDB-ID 2084626-5)